# Blob-architectuur

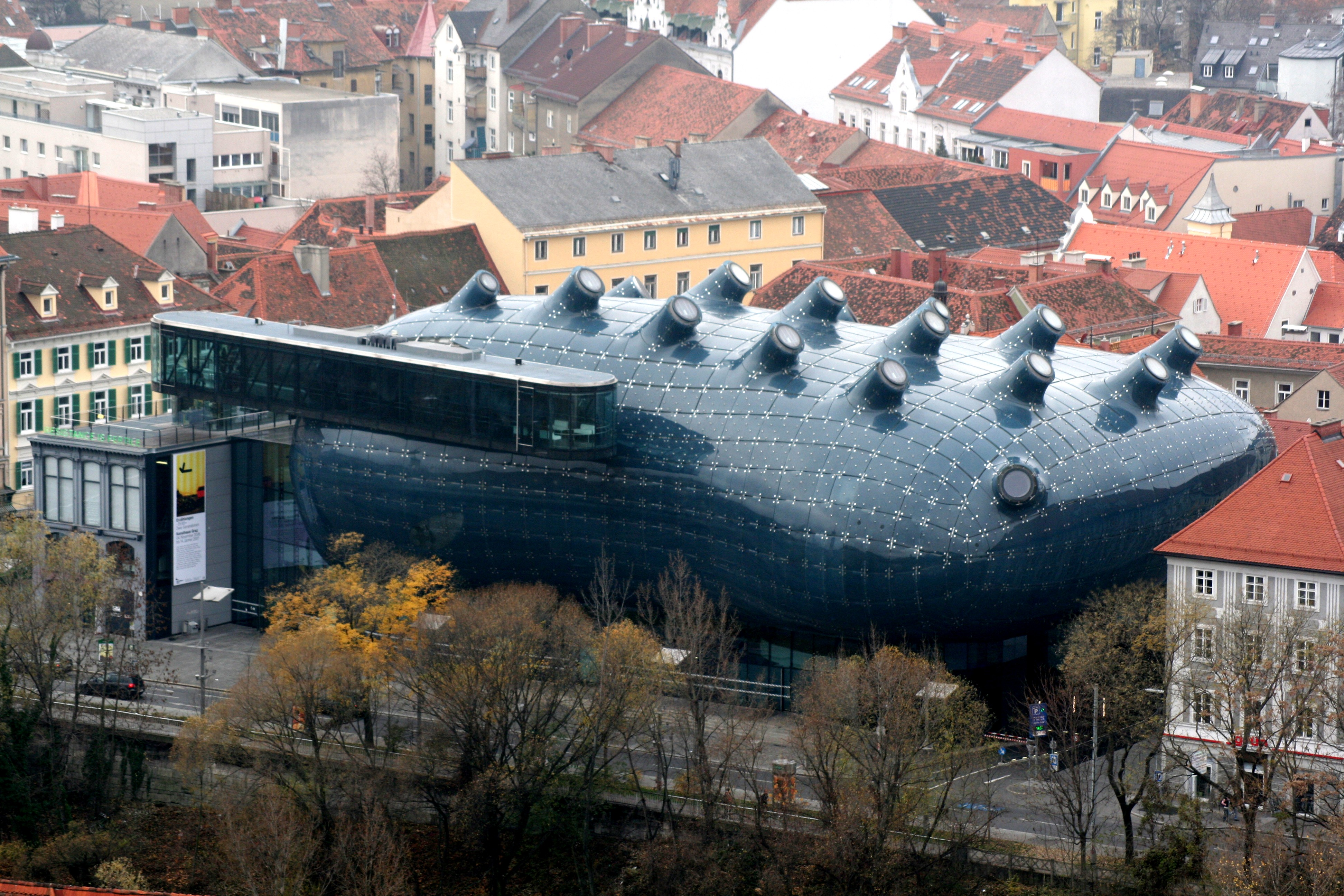
Het Kunsthaus Graz, een voorbeeld van BLOB

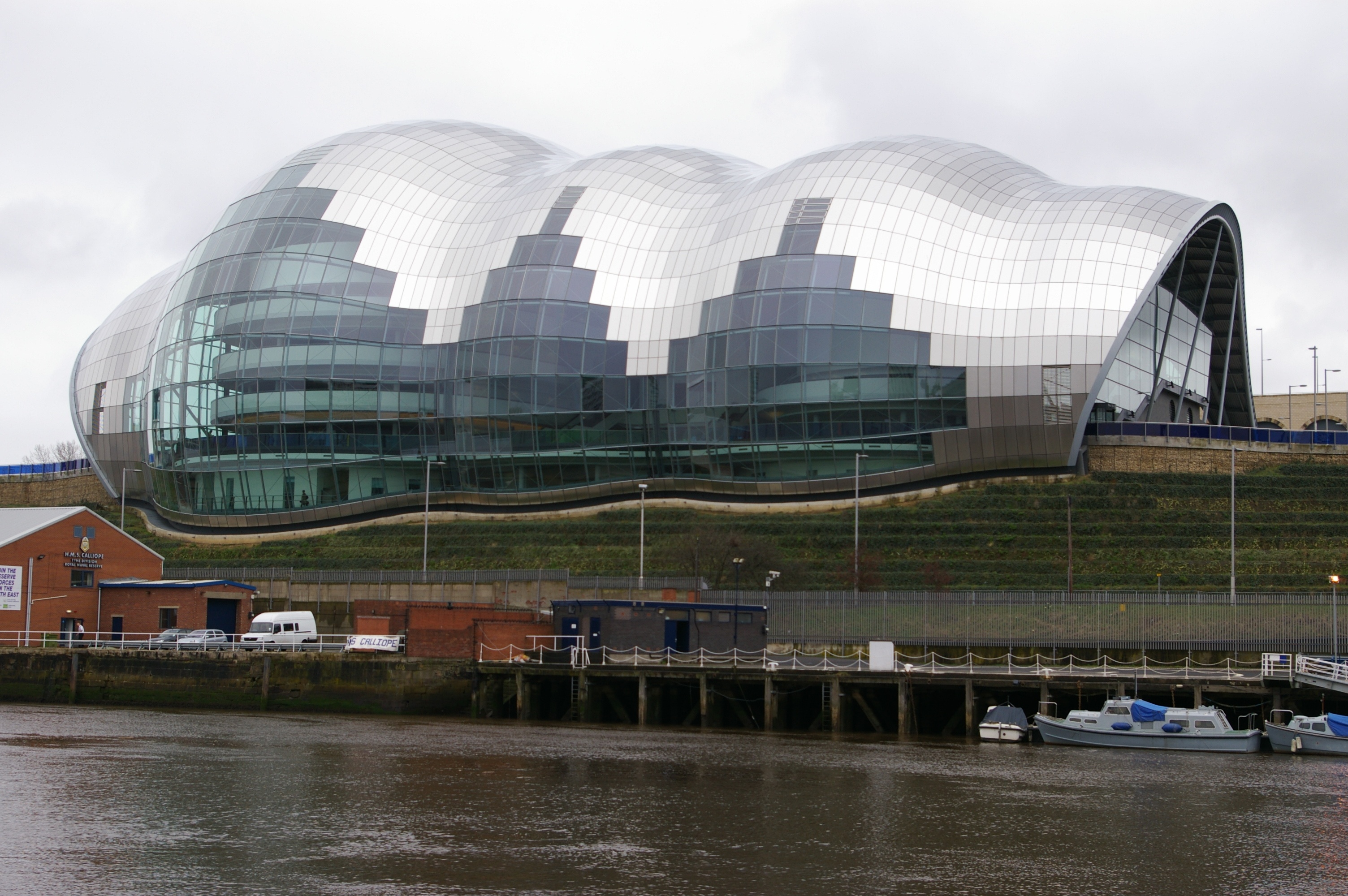
The Sage Gateshead, door Norman Foster

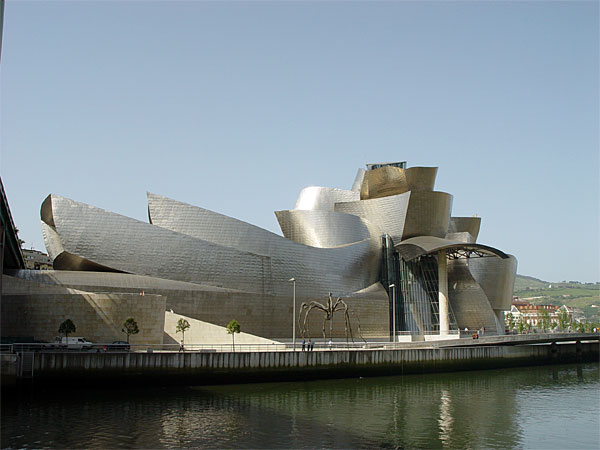
Het Guggenheim Museum van Bilbao: BLOB en deconstructivisme

Blob-architectuur, ook wel blobitectuur en BLOB genoemd, is een architectuurstijl waarbij de buitenkant van een bouwwerk grillige ronde vormen heeft.

## Oorsprong van de term BLOB
De benaming blob voor deze vorm van architectuur werd bedacht door architect Greg Lynn in 1995. Lynn hield zich bezig met experimenten in digitale ontwerptechnieken met onder meer CAD-programma's. Hij gebruikte de term blob (klodder) om de vorm te beschrijven die ontstond na het aanklikken van een wolk willekeurige punten in een CAD-computerprogramma.

## Typen blob-architectuur
Er zijn vier verschillende typen, afhankelijk van het feit of het inwendige van het gebouw de grillige buitenkant volgt.

### Type I
De vloeren zijn rechthoekig en volgen de buitenwand niet. De vloeren worden gedragen door van de buitenwand gescheiden dragers, dus door een interne constructie. Voorbeeld: het Guggenheim Museum in Bilbao.

### Type II
De vloeren volgen de buitenwand, maar worden apart ondersteund. Voorbeeld: het Vrijheidsbeeld in New York.

### Type III
De vloeren volgen de buitenwand, en de ondersteuningen zitten in de buitenwand verwerkt.

### Type IV
De vloeren volgen de buitenwand, en worden door de (versterkte) buitenwand gedragen. De buitenwand is de drager. Zie exoskelet. Voorbeeld: het Swiss Re-gebouw in Londen.

## Galerij

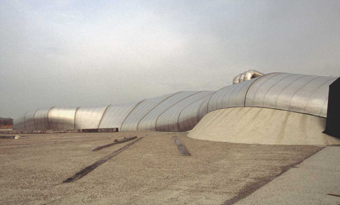
Waterpaviljoen by NOX/Lars Spuybroek, Neeltje Jans, 1997
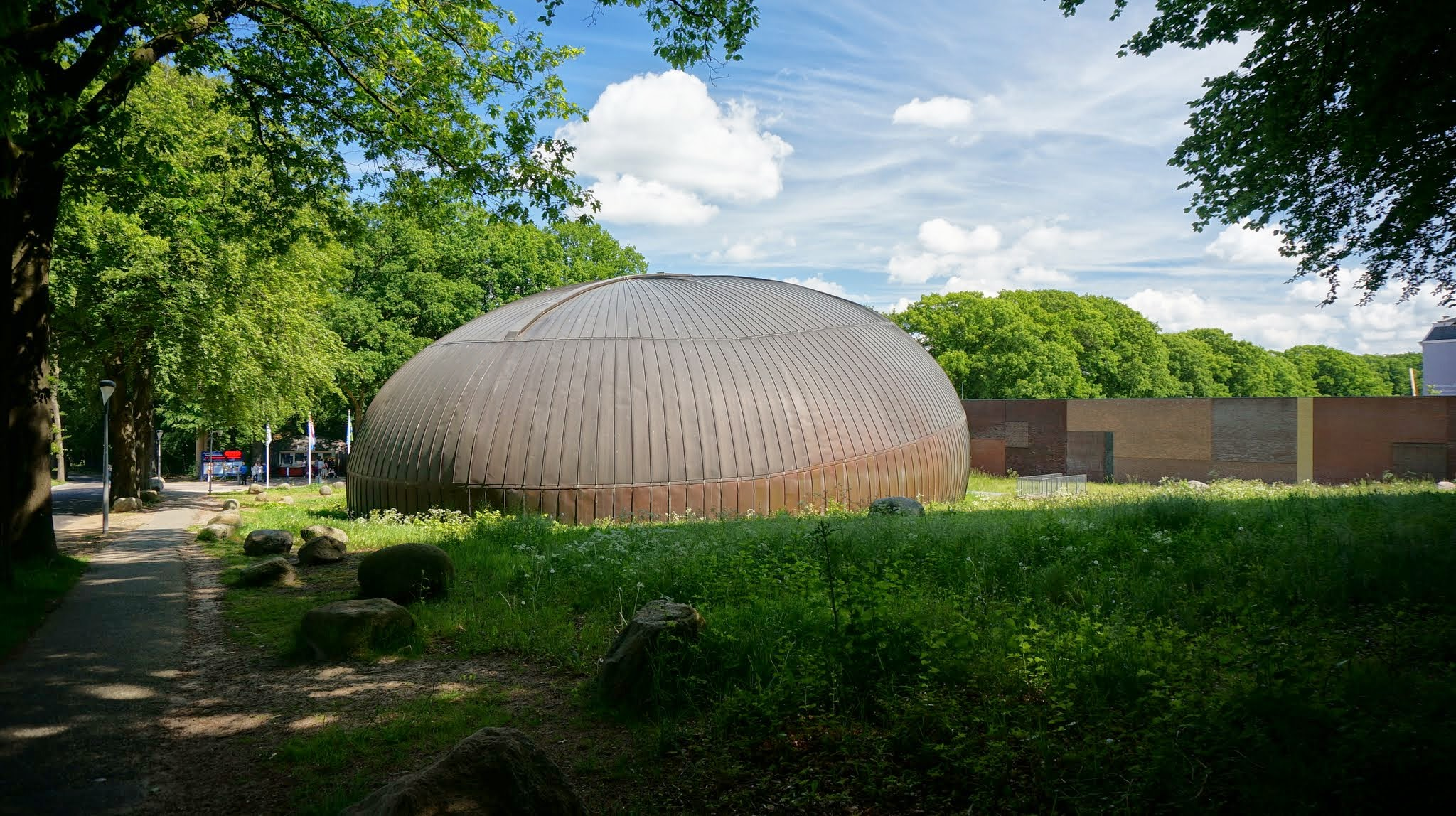
Openluchtmuseum (HollandRama) in Arnhem, 1999
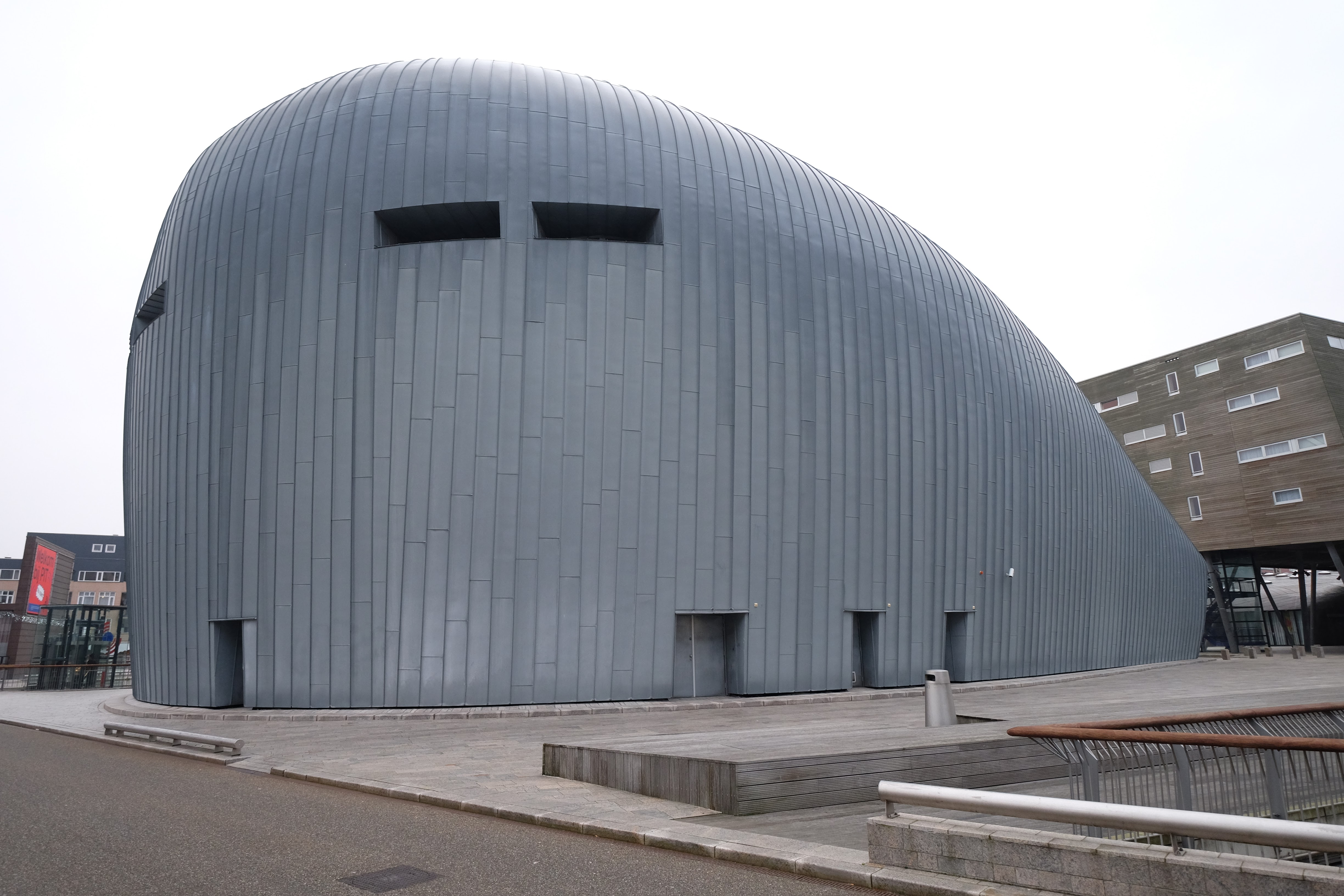
Urban Entertainment Center in Almere, 2002
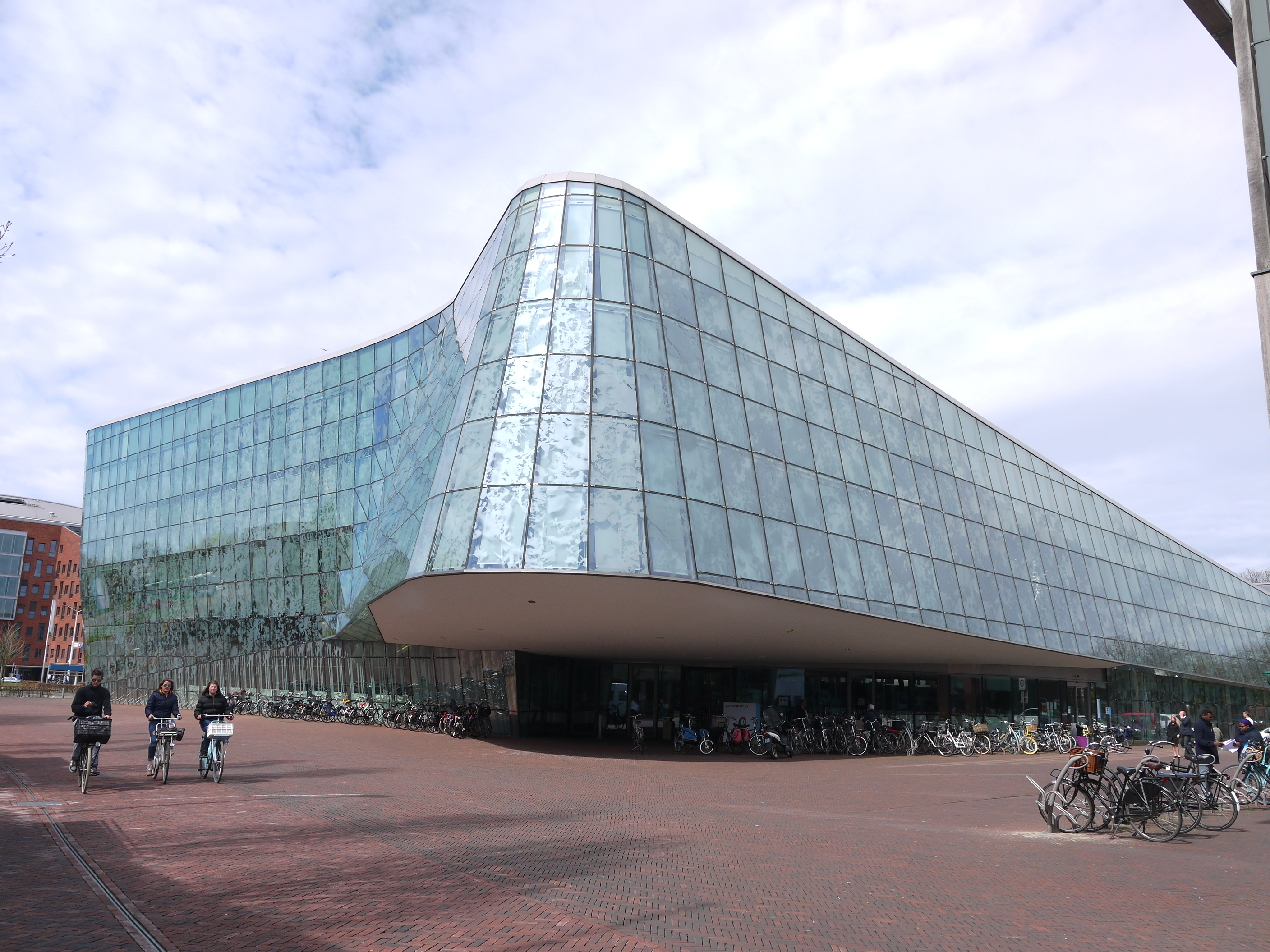
Stadhuis  in Alphen aan den Rijn, 2003
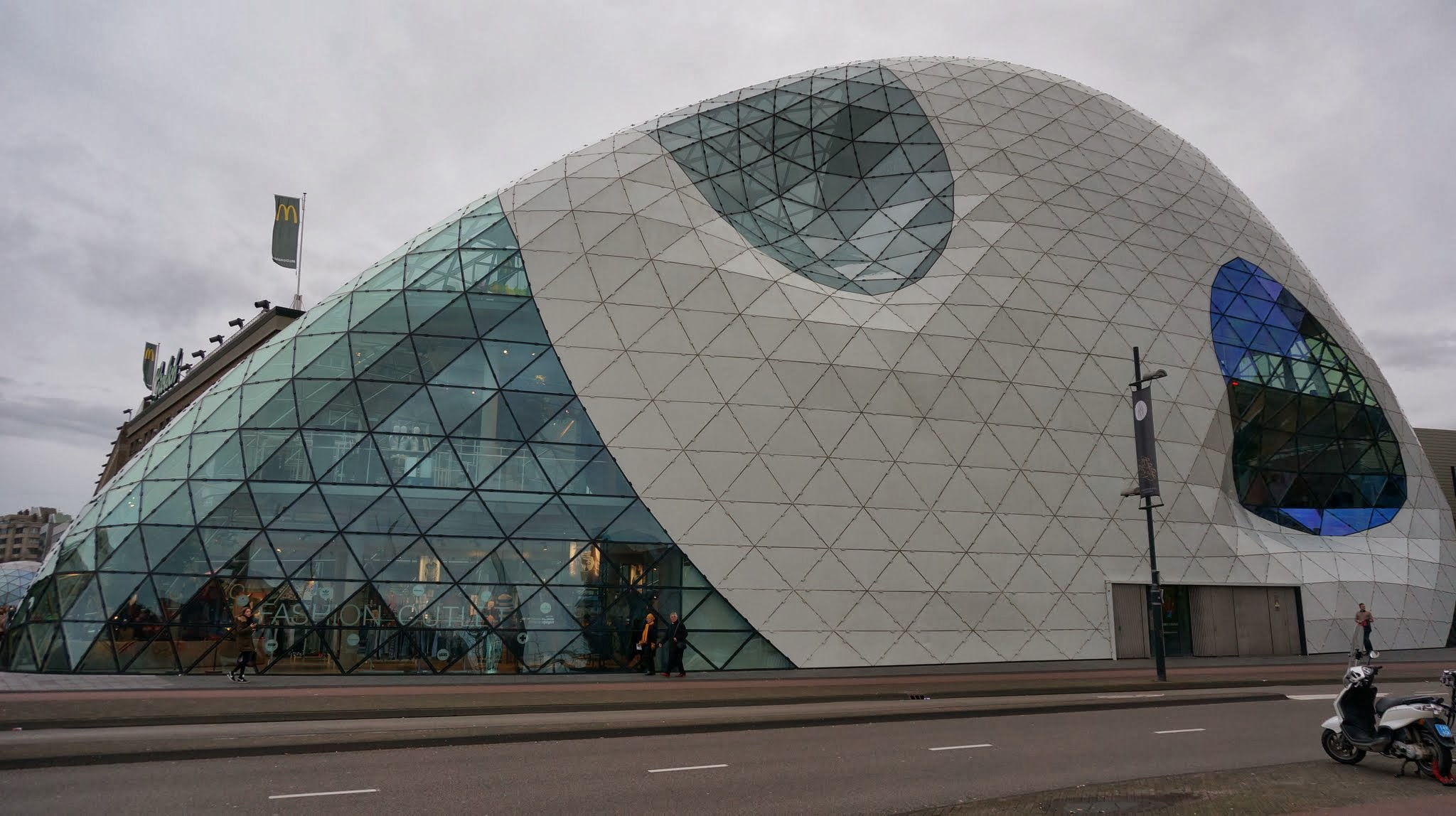
De Blob in Eindhoven
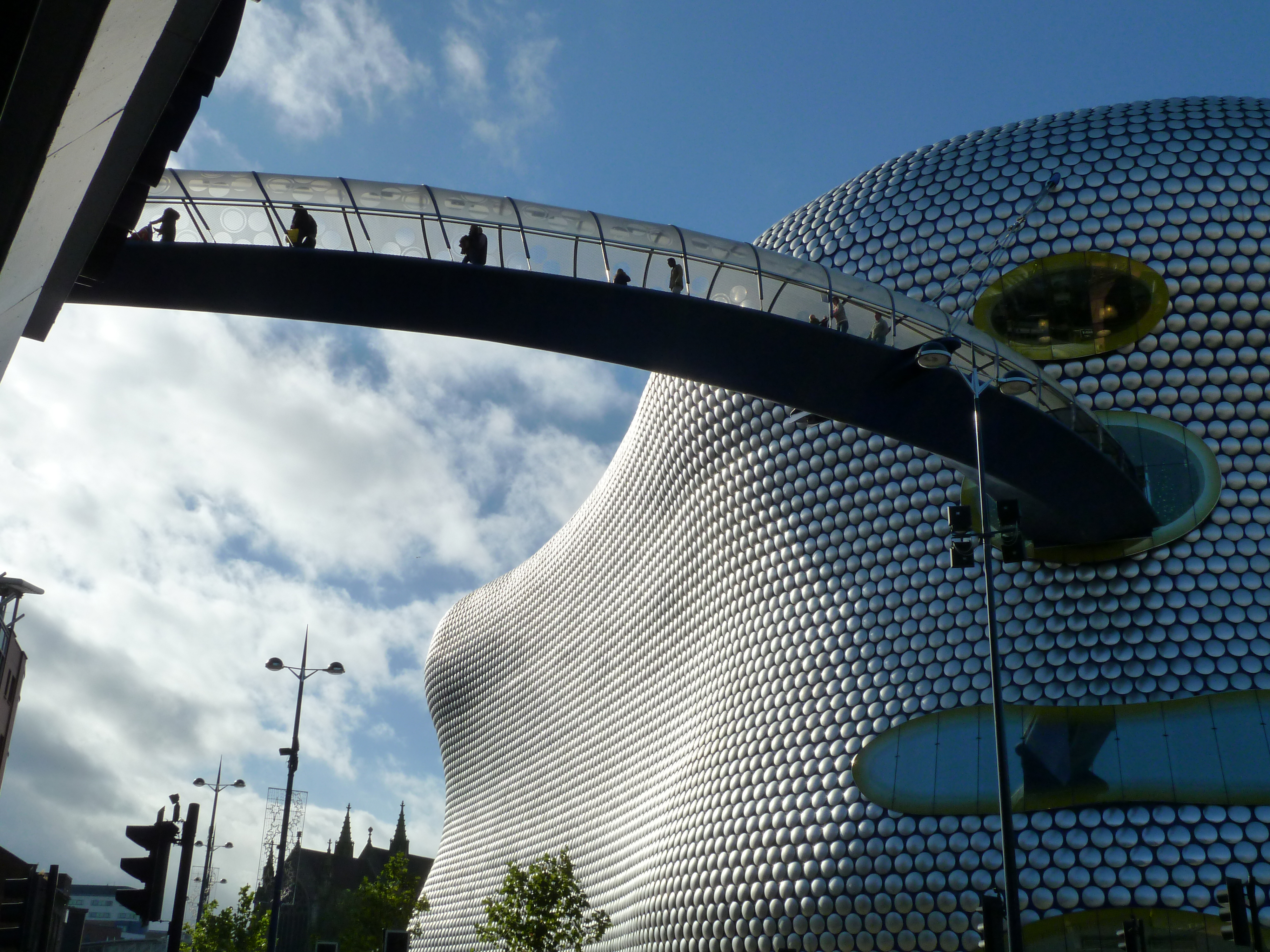
Warenhuis Selfridges in Birmingham

## Verwante stromingen
- Deconstructivisme
- Parametrisme